# Råssjön, Halland
Råssjön är en sjö i Laholms kommun i Halland och ingår i Lagans huvudavrinningsområde.